# 五號東桑福德鎮區 (北卡羅萊納州李縣)
五號東桑福德鎮區（英語：Township 5, East Sanford）是位於美國北卡羅萊納州李縣的一個鎮區。

## 地方資料
五號東桑福德鎮區的面積為46.62平方千米，皆為陸地。根據2020年美國人口普查的數據，當地共有人口6820人，而人口密度為每平方千米146.29人。